# Serixia matangensis
Serixia matangensis är en skalbaggsart som beskrevs av Stefan von Breuning 1958. Serixia matangensis ingår i släktet Serixia och familjen långhorningar. Inga underarter finns listade i Catalogue of Life.